# Anette Olsen
Anette Sofie Olsen, född 24 september 1956, är en norsk skeppsredare. Hon blev partner i Fred. Olsen & Co. 1993 och är numera ensam ägare.
Anette Olsen är det äldsta av fyra barn till Fred. Olsen och Kristin Olsen, 
 sondotter till Thomas Olsen och Henriette Olsen och sonsondotter till den äldre Fred. Olsen. Ytterligare en generation tillbaka är hon ättling till Petter Olsen (1821–1899), som grundade familjerederiverksamheten. Petter Olsen är hennes farbror.
Anette Olsen studerade vid Heriot-Watt University i Edinburgh i Storbritannien, där hon tog en kandidatexamen i företagsekonomi, och vid University of San Francisco i USA, där hon tog en magisterexamen.
Hon är idag ensamägare av bolaget Fred. Olsen & Co. och leder familjerederierna Bonheur och Ganger Rolf. Hon är styrelseordförande i Fred Olsen Energy, First Olsen Ltd, Timex Corporation och Norges Handels og Sjøfartstidende.